# 健康・生活衛生局
健康・生活衛生局（けんこう・せいかつえいせいきょく）は、厚生労働省の内部部局の一つ。保健所を通じて地域保健向上対策、被爆者援護対策、感染症予防対策、生活習慣病予防対策、保健に関する公衆衛生及び輸入品を含む食品、建築物の環境衛生などの生活衛生を総合的に行う。建築物環境衛生管理技術者の国家試験を所管。健康・生活衛生局長には医系技官（医師）が就任する慣例がある。食品安全行政のうち農林水産省消費・安全局が所管する業務は除外する。
2001年1月6日の中央省庁再編で厚生省と労働省が統合されるのに伴い、厚生省保健医療局と生活衛生局が統合されて「厚生労働省健康局」が発足した。
2023年9月、健康・生活衛生局に改編。

## 所管業務
健康・生活衛生局は、次に掲げる事務をつかさどる（厚生労働省組織令第5条）。
1. 国民の健康の増進及び栄養の改善並びに生活習慣病に関すること(他局の所掌に属するものを除く。)。
2. 厚生労働省の所掌事務に係るがんその他の悪性新生物対策に関する基本的な政策の企画及び立案並びに調整に関すること。
3. 衛生教育に関すること。
4. 厚生労働省の所掌事務に係る感染症の発生及びまん延を防止するための対策に関する調整に関すること。
5. 前号に掲げるもののほか、感染症の発生及びまん延の防止に関すること（他局および内閣感染症危機管理統括庁の所掌に属するものを除く）。
6. 生物学的製剤(ワクチンに限る。)の生産及び流通の増進、改善及び調整に関すること。
7. 港及び飛行場における検疫に関すること(他局の所掌に属するものを除く)。
8. 臓器の移植に関すること。
9. 造血幹細胞移植に関すること。
10. 治療方法が確立していない疾病その他の特殊の疾病の予防及び治療に関すること(他局の所掌に属するものを除く)。
11. 原子爆弾被爆者に対する援護に関すること（社会・援護局および総務省の所掌に属するものを除く）。
12. 栄養士、管理栄養士及び調理師に関すること。
13. 地域における保健の向上に関すること。
14. 化製場その他これに類する施設の規制に関すること。
15. 建築物衛生の改善及び向上に関すること。
16. 埋葬、火葬及び改葬並びに墓地及び納骨堂に関すること。
17. 理容師、美容師及びクリーニング師に関すること。
18. 理容所、美容所、興行場、旅館、公衆浴場その他の多数の者の集合する場所及びクリーニング所の衛生に関すること。
19. 公衆衛生の向上及び増進並びに国民生活の安定の観点からの生活衛生関係営業の運営の適正化及び振興に関する法律（昭和三十二年法律第百六十四号）第二条第一項各号に掲げる営業の発達、改善及び調整に関すること。
20. 株式会社日本政策金融公庫の行う業務に関すること（生活衛生貸付。財務省の所掌に属するものを除く）。
21. 水道に関すること。
22. 第十五号から前号までに掲げるもののほか、生活衛生の向上及び増進に関すること。
23. 前各号に掲げるもののほか、保健医療事業に関すること(他局の所掌に属するものを除く)。
24. 飲食に起因する衛生上の危害の発生の防止に関すること。
25. 販売の用に供し、又は営業上使用する食品衛生法（昭和二十二年法律第二百三十三号）第四条第一項、第二項、第四項若しくは第五項に規定する食品、添加物、器具若しくは容器包装又は同法第六十八条第一項に規定するおもちゃ（以下「食品等」という。）の取締りに関すること。
26. 栄養成分を補給し、又は特別の保健の用途に適するものとして販売の用に供する食品に関すること（公衆衛生の向上及び増進に関することに限る。）。
27. 製菓衛生師に関すること。
28. と畜場及び食鳥処理場の衛生の確保、と畜検査及び食鳥検査その他獣畜及び食鳥の処理の適正に関すること。
29. 第七号及び第二十四号から前号までに掲げるもののほか、食品の安全性の確保に関すること（食品衛生に関することに限る）。

2 感染症対策部は、前項第四号から第七号まで及び第二十五号（販売の用に供し、又は営業上使用する食品等の輸入に際しての取締りに関する事務の調整に関することに限る。）に掲げる事務をつかさどる。

## 健康・生活衛生局長
| 代                 | 氏名     | 出身省庁       | 前職 | 在任期間                     | 出身大学等                                                                                 | 後職 |
| 健康局長           | 健康局長 | 健康局長       | 健康局長 | 健康局長                     |                                                                                            | |
| ------------------ | -------- | -------------- | --- | ---------------------------- | ------------------------------------------------------------------------------------------ | --- |
| 1                  | 篠崎英夫 | 厚生省（医師） | 厚生省保健医療局長 | 2001年1月（省庁再編）        | 慶應義塾大学医学部（昭和41年医師免許） マンチェスター大学医学部 慶應義塾大学医学博士       | 医政局長 日本公衆衛生学会理事長 ビル管理教育センター理事長                                                                  |
| 2                  | 下田智久 | 厚生省（医師） | 大臣官房技術総括審議官 | 2001年8月31日-               | 熊本大学医学部（昭和44年医師免許）                                                         | 退官、日本健康・栄養食品協会理事長 ヒューマンサイエンス振興財団理事長 予防接種リサーチセンター理事長 社会福祉医療事業団理事 |
| 3                  | 高原亮治 | 厚生省（医師） | 社会・援護局障害保健福祉部長 | 2002年8月30日-               | 岡山大学医学部（昭和47年医師免許）                                                         | 退官、上智大学総合人間科学部教授 日本医療機能評価機構副理事長 厚生統計協会会長                                              |
| 4                  | 田中慶司 | 厚生省（医師） | 大臣官房技術総括審議官 | 2003年8月29日-               | 東京大学医学部（昭和48年医師免許）                                                         | 退官、東京医科大学理事長 アルコール健康医学協会理事長 PTKタイ国際交流経済機構理事長 結核研究所顧問 東京海上日動火災保険顧問 |
| 5                  | 中島正治 | 厚生省（医師） | 大臣官房審議官 （医療保険、医政担当） | 2005年8月26日-               | 東京大学医学部（昭和51年医師免許） 東京大学医学博士                                        | 退官、社会保険診療報酬支払基金理事 未来医学財団顧問                                                                         |
| 6                  | 外口崇   | 厚生省（医師） | 大臣官房技術総括審議官 | 2006年9月1日-                | 慶應義塾大学医学部（昭和52年医師免許） 慶應義塾大学医学博士                                | 医政局長 保険局長 医療法人社団つくし会新田クリニック医師                                                                    |
| 7                  | 西山正徳 | 厚生省（医師） | 大臣官房技術総括審議官 | 2007年8月24日-               | 慶應義塾大学医学部（昭和52年医師免許）                                                     | 退官、プロミス・オブ・エイジング代表理事                                                                                    |
| 8                  | 上田博三 | 厚生省（医師） | 大臣官房技術総括審議官 | 2008年7月11日-               | 大阪大学医学部（昭和53年医師免許）                                                         | 退官、三井住友海上火災保険顧問                                                                                              |
| 9                  | 外山千也 | 厚生省（医師） | 防衛省大臣官房衛生監 | 2010年7月30日-               | 自治医科大学医学部（昭和54年医師免許） 新潟大学 医学博士                                   | 退官 がん研究振興財団専務理事 地域医療振興協会理事長補佐 東京ベイ・浦安市川医療センター参与                                 |
| 10                 | 矢島鉄也 | 厚生省（医師） | 大臣官房技術総括審議官 | 2012年9月10日-               | 千葉大学医学部（昭和57年医師免許） 千葉大学博士（医学）                                    | 退官、千葉県病院事業管理者 厚生労働省参与 日本健康・栄養食品協会理事長                                                      |
| 11                 | 佐藤敏信 | 厚生省（医師） | 環境省総合環境政策局環境保健部長 | 2013年7月2日-                | 山口大学医学部（昭和58年医師免許） 山口大学医学博士                                        | 退官 日本医師会総合政策研究機構主席研究員 久留米大学特命教授                                                                |
| 12                 | 新村和哉 | 厚生省（医師） | 医薬食品局食品安全部長 | 2014年7月11日-               | 東京大学医学部（昭和59年医師免許） 東京大学博士（医学）                                    | 国立保健医療科学院長 日本医師会事務局長                                                                                     |
| 13                 | 福島靖正 | 厚生省（医師） | 大臣官房審議官（医政担当） | 2015年10月1日-               | 熊本大学医学部（昭和59年医師免許） 国立公衆衛生院専門課程 昭和大学博士（医学）             | 成田空港検疫所長 国立保健医療科学院長 医務技監                                                                              |
| 14                 | 福田祐典 | 厚生省（医師） | 大臣官房技術・国際保健総括審議官 | 2017年7月11日-               | 筑波大学医学部（昭和60年医師免許） ピッツバーグ大学大学院 昭和大学博士（医学）             | （在職中に戒告を受けるも、セクハラ防止研修を受講し 局長に留まる。） 退官 後に、茨城県保健福祉部顧問                         |
| 15                 | 宇都宮啓 | 厚生省（医師） | 大臣官房生活衛生・食品安全審議官 | 2018年7月31日-               | 慶應義塾大学医学部（昭和61年医師免許） 慶応義塾大学博士（医学）                            | 退官 医療法人社団健育会 副理事長                                                                                            |
| 16                 | 宮嵜雅則 | 厚生省（医師） | 大臣官房生活衛生・食品安全審議官 | 2019年7月9日-                | 慶應義塾大学医学部（昭和62年医師免許）                                                     | 国立保健医療科学院長 |
| 17                 | 正林督章 | 厚生省（医師） | 環境省大臣官房審議官（水・大気環境局） （環境省国立水俣病総合研究センター所長を併任） （内閣府大臣官房審議官（原子力防災担当）は併任のまま留任） 内閣府新型コロナウイルス感染症対策本部事務局長代理も留任？ | 2020年8月11日-               | 鳥取大学医学部（平成元年医師免許） ロンドン大学衛生熱帯医学大学院留学 昭和大学博士（医学） | 退官 ベトナム保健省政策アドバイザー                                                                                         |
| 18                 | 佐原康之 | 厚生省（医師） | 厚生労働省大臣官房危機管理・医務技術総括審議官 | 2021年9月14日-2023年7月4日   | 金沢大学医学部（平成元年医師免許） ハーバード大学大学院修士課程修了                        | 退官 昭和医科大学横浜市北部病院こどもセンター専攻医                                                                         |
| 19                 | 大坪寛子 | 厚生省（医師） | 厚生労働省大臣官房審議官 (医政、精神保健医療担当）(老健局、保険局併任) | 2023年7月4日 - 2023年8月31日 | 東京慈恵会医科大学（平成4年医師免許）                                                      | 厚生労働省 |
| 健康・生活衛生局長 |          |                | |                              |                                                                                            | |
| 1                  | 大坪寛子 | 厚生省（医師） | 厚生労働省健康局長 | 2023年9月1日 -               | 東京慈恵会医科大学（平成4年医師免許）                                                      | 現職 |

## 組織再編
- 2015年10月1日から「生活衛生課」「水道課」を新設する部局医薬・生活衛生局の生活衛生・食品安全部に移管。「疾病対策課」「結核感染症課」「がん対策・健康増進課」の3課を、「健康課」「がん・疾病対策課」「難病対策課」「結核感染症課」の4課に再編[16][17]。
- 2023年9月1日から「健康・生活衛生局」に改組し、感染症対策部を新設[18]。

## 組織
- 総務課
  - 指導調査室
- 健康課
  - 保健指導官
  - 地域保健企画官
- がん・疾病対策課
  - 肝炎対策推進室
- 難病対策課
  - 移植医療対策推進室
- 生活衛生課
  - 生活衛生対策企画官
- 食品監視安全課
  - 食品監視分析官
  - 輸入食品安全対策室

### 感染症対策部
- 企画・検疫課 
  - 検疫所業務企画調整官
- 感染症対策課
  - 感染症情報管理室
- 予防接種課